# Liste der Monuments historiques in Velaine-sous-Amance
Die Liste der Monuments historiques in Velaine-sous-Amance führt die Monuments historiques in der französischen Gemeinde Velaine-sous-Amance auf.

## Liste der Objekte
| Bezeichnung | Beschreibung                   | Standort                       | Kennzeichnung | Schutzstatus | Datum | Bild |
| ----------- | ------------------------------ | ------------------------------ | ------------- | ------------ | ----- | ---- |
| Pietà       | Stein, farbig gefasst, um 1515 | in der Kirche St-Martin (Lage) | PM54000959    | Classé       | 1975  |      |